# Andrea Casiraghi
Andrea Casiraghi, punim imenom Andrea Albert Pierre Casiraghi (* Monako, 8. lipnja 1984.), najstariji sin monegaške princeze Caroline od Monaka i talijanskog poduzetnika Stefana Casiraghija. Najstariji je unuk bivšeg monegaškog kneza Rainiera III. i Grace Kelly. Četvrti je u liniji nasljeđivanja monegaškog prijestolja, iza svoje majke i dvoje rođaka, djece aktualnog monegaškog kneza Alberta II.

## Životopis
Rodio se u obitelji talijanskog poduzetnika Stefana Casiraghija († 1990.) i monegaške princeze Caroline od Monaka. Odrastao je u Saint-Rémy-de-Provence i Parizu u Francuskoj, zajedno sa sestrom Charlotte i bratom Pierrom, jer ga je majka željela zaštititi od medijske pozornosti u Monaku. Školovao se u Parizu gdje je diplomirao međunarodnu politiku na Američkom sveučilištu u Parizu i stekao magisterij u međunarodnim odnosima u The New School u New Yorku, SAD.
Filantropist je i član monegaške dinastije, ali nema plemićku titulu, budući da je Monako mala država zbgo čega monegaški dvor nema dovoljno plemićkih naslova za dijeljenje članovima obititelji.
Godine 2012. zaručio se s dugogodišnjom djevojkom Tatianom Santo Domingo, s kojom se vjenčao 2013. godine kada su dobili svoje prvo dijete, sina Alexandrea. Dvije godine kasnije dobili su kćer Indiju, a 2018. godine mlađeg sina Maximiliana Rainiera.

## Vanjske poveznice
- Vladarska obitelj Monaka - womensweekly.com (engl.)
- Sve o vladarskoj obitelji Monaka - people.com (engl.)
- Andrea Casiraghi - Biography - hellomagazine.com (engl.)